# دلتای ونوس
دلتای ونوس (به انگلیسی: Delta of Venus)  کتابی است از آناییز نین که پس ازمرگش در سال ۱۹۹۷، منتشر شد . ۱۵ داستان تشکیل دهنده این رمان، به صورت خصوصی و برای یک مجموعه دار نوشته شده است. زالمن کینگ در سال ۱۹۹۴، فیلم دلتای ونوس  را با اقتباس از این کتاب، ساخته است. فیلم هنری و جون نیز از بیوگرافی آناییز نین ساخته شده است.
این «مجموعه دار» نین را به همراه دیگر نویسندگان مشهور آن زمان (از جمله هنری میلر و شاعر جورج بارکر) مأمور کرد که برای مصرف خصوصی او، داستان های اروتیک تولید کنند. هویت او به نام، روی ام جانسون (۱۸۸۱-۱۹۶۰)، یک تاجر ثروتمند آمریکایی از آردمر اوکلاهما، که میدان نفتی هلدتون را کشف کرده بود، فاش شد. نین علیرغم اینکه به او گفته شد، زبان شاعرانه را کنار بگذارد و روی سناریوهای گرافیکی و جنسی صریح تمرکز کند، توانست به این داستان ها شکوفایی ادبی و لایه ای از تصاویر و ایده های فراتر از پورنوگرافی بدهد. او در دفتر خاطرات خود (اکتبر ۱۹۴۱)، به شوخی از خود به عنوان "خانم این خانه ادبی فحشا، که ابتذال از آن منتفی بود" یاد کرد. نین در حالی که از کاما سوترا و سایر نوشته‌ها مانند نوشته‌های ریچارد فن کرافت-ابینگ به عنوان الگو استفاده می‌کرد، بسیار آگاه بود که زبان‌های جنسیت مرد و زن متمایز هستند. اگرچه گاهی اوقات او عاشقانه، خود را تحقیر می کرد و از تأثیر آنها بر شهرت ادبی خود می ترسید، متعاقباً توسط فمینیست های مثبت جنسی به عنوان اثری پیشگام دیده شد.

## داستان های کوتاه کتاب
۱- ماجراجوی مجارستانی
۲-ماتیلد
۳-مدرسه شبانه روزی
۴-حلقه
۵-مایورکا
۶-هنرمندان و مدل ها
۷-لیلیت
۸-ماریان
۹-زن محجبه
۱۰-النا
۱۱-باسک و بیژو
۱۲-پیر
۱۳-مانوئل
۱۴-لیندا
۱۵-مارسل